# L'Archipel du Rêve
L'Archipel du Rêve (titre original : The Dream Archipelago) est un recueil de nouvelles de science-fiction de l'écrivain britannique Christopher Priest publié au Royaume-Uni en 1999 et en France en 2004.

## Liste des nouvelles
1. L'Instant équatorial, 2004 ((en) The Equatorial Moment, 1999)
2. La Négation, 1980 ((en) The Negation, 1978)
3. Les Putains, 1978 ((en) Whores, 1978)
4. Vestige, 2009 ((en) The Trace Of Him, 2008)Ajoutée dans la réédition chez Gollancz en 2009 puis reprise dans la réédition dans la collection Folio SF en 2011
5. La Cavité miraculeuse, 1981 ((en) The Miraculous Cairn, 1980)
6. La Crémation, 1981 ((en) The Cremation, 1978)
7. Le Regard, 1980 ((en) The Watched, 1978)
8. La Libération, 2002 ((en) The Discharge, 2000)

Un recueil de cinq nouvelles également intitulé L'Archipel du Rêve est paru en 1981 aux éditions Jean-Claude Lattès dans la collection Titres/SF. Il s'inspire du recueil original An Infinite Summer (en) paru en 1979 dont il contient trois des cinq nouvelles qui le composent. Les nouvelles qui le composent sont : 
1. Le Regard, 1980 ((en) The Watched, 1978)
2. Les Putains, 1978 ((en) Whores, 1978)
3. L'Incinération, 1981 ((en) The Cremation, 1978)
4. La Négation, 1980 ((en) The Negation, 1978)
5. La Cavité prodigieuse, 1981 ((en) The Miraculous Cairn, 1980)

## Accueil critique
L'Archipel du Rêve a été globalement bien accueilli par les critiques. En France, Patrick Imbert, dans sa critique dans la revue Bifrost, voit dans ce recueil « une réussite totale, mais également une interrogation pudique (malgré l'outrance sexuelle de certaines pages) sur l'âme humaine, via des personnages profonds, subtils et terriblement présents dans leurs faiblesses comme dans leur triste humanité ». Pour Gilbert Millet, dans sa critique pour la revue Galaxies, chacune des nouvelles qui composent ce recueil « pourrait figurer dans une anthologie, tant elles recèlent de force et d'inventivité ». Dans son analyse de L'Archipel du Rêve pour le site ActuSF, Stéphanie Nicot met en avant l’écriture de Priest qui est selon elle « d’une beauté et d’une qualité rarement atteintes. Il fait preuve d’une grande acuité dans la description des sentiments, le décryptage des attitudes et des émotions ». Elle met néanmoins en avant quelques petits défauts comme « la lenteur, [...] la répétition des situations ». Mais elle conclut en affirmant que « L'Archipel du Rêve est un recueil de textes subtils, riche en thématiques et d’une grande puissance émotionnelle ».

## Éditions
- The Dream Archipelago, Earthlight, mai 1999, 264 p.  (ISBN 0-684-86152-6)
- The Dream Archipelago, Gollancz Books, novembre 2009, 272 p.  (ISBN 978-0-575-09106-1)
- L'Archipel du Rêve, Denoël, coll. « Lunes d'encre », 23 septembre 2004, trad. Michelle Charrier, 352 p.  (ISBN 2-207-25445-3)
- L'Archipel du Rêve, Gallimard, coll. « Folio SF » no 392, 3 mars 2011, trad. Michelle Charrier, 414 p.  (ISBN 978-2-07-044123-5)